# إعلان روما حول الأمن الغذائي العالمي
إعلان روما حول الأمن الغذائي العالمي هو وثيقه تم تبنيها في مؤتمر القمة العالمي للأغذية عام 1996م الذي عقد في روما، بإيطاليا بين 13 و17 نوفمبر 1996م. وقد نظمت منظمة الأغذية والزراعة التابعة للأمم المتحدة (الفاو) القمة. يؤكد الإعلان من جديد حق كل فرد في الحصول على أغذية سليمة ومغذية تتفق مع حق في الغذاء الكافي والحق الأساسي للجميع في التحرر من الجوع ويتعهد بإدارة السياسية والألتزام المشترك والوطني بتحقيق الأمن الغذائي للجميع وبذل الجهد المتواصل للقضاء على الجوع في جميع البلدان بهدف مباشر لتخفيض عدد من يعانون من نقص التغذية إلى نصف مستواهم الحالي في موعد لا يتجاوز عام 2015م. ولذلك، فإن الوثيقة لها أهمية كبيرة فيما يتعلق بالأمن الغذائي والحق في الغذاء. تلتزم الأطراف الموقعة بتنفيذ خطة عمل مؤتمر القمة العالمي للأغذية.

## الحق في الغذاء
في الإعلان، ذكرت الدول الأعضاء ما يلي فيما يتعلق بالحق في الغذاء:
«نتعهد بإرادتنا السياسية والتزامنا الوطني بتحقيق الأمن الغذائي للجميع وبجهد متواصل للقضاء على الجوع في جميع البلدان، بهدف مباشر خفض عدد الأشخاص الذين يعانون من نقص التغذية إلى نصف مستواهم الحالي في موعد لا يتجاوز عام 2015».
1. ↑  "Rome Declaration and Plan of Action". www.fao.org. مؤرشف من الأصل في 2018-10-17. اطلع عليه بتاريخ 2018-12-11.